# Çıralı (Antalya)
Çıralı – miejscowość wypoczynkowa w Turcji nad Morzem Śródziemnym, około 130 kilometrów na południowy zachód od Antalyi na Riwierze Tureckiej. Miejscowość oddalona jest o około 500 metrów (dostęp tylko przez plażę) od ruin starożytnego miasta Olympos w miejscowości o tej samej nazwie. W pobliskich górach znajduje się też rozpadlina, z której wydobywa się samozapalający się naturalny gaz (zob. Chimera). Strzelające z ziemi języki ognia były prawdopodobnie inspiracją dla starożytnego mitu o Chimerze. Według umieszczonych we wsi znaków ostrzegawczych plaża w Çıralı jest miejscem wylęgu żółwi morskich. 
Działa tu kilka pensjonatów, jednak znacznie więcej turystów przyciąga sąsiedni Olympos, dzięki czemu Çıralı zachowuje charakter tureckiej wsi rolniczej. Znaczną część terenów miejscowości zajmują też sady owocowe. 
Miejscowość oddalona jest o około 5 kilometrów od głównej drogi samochodowej, łączącej Antalyę z Kaş, po której kursują regularne autobusy.